# Le Marteau de Dieu (Chesterton)
Pour les articles homonymes, voir Le Marteau de Dieu.
Le Marteau de Dieu (The Hammer of God) est une nouvelle policière de G. K. Chesterton parue en 1910.
La nouvelle met en scène le père Brown.

## Historique
La nouvelle paraît pour la première fois en 1910 dans The Saturday Evening Post sous le titre The Bolt from the Blue, et en décembre de la même année son titre actuel dans The Story-Teller. La nouvelle est reprise dans le recueil La Clairvoyance du père Brown en juillet 1911.

## Résumé
Au petit matin, le révérend Wilfred Bohun, en route vers son église, croise sur la place du village son frère, le colonel Norman Bohun, qui a bu et fêté toute la nuit et qui se fait gloire d'aller maintenant lutiner la femme du forgeron, car il sait ce dernier en voyage. Les deux frères sont les derniers descendants d'une illustre famille aristocratique, dont les ancêtres médiévaux participèrent aux Croisades. Pourtant, tout les oppose : Wilfred est un homme de travail, de prière et de foi ; Norman, un militaire oisif et débauché. Avec douceur, Wilfred tente de dissuader Norman de séduire la femme du forgeron, un géant colérique et jaloux, mais Norman lui rit au nez. Le révérend passe son chemin, entre dans son église, dont le portail s'ouvre sur la place, et trouve là Joë le fou, l'idiot du village. Par la porte, le révérend le voit un peu plus tard, au soleil, être humilié par le colonel qui lui jette des sous dans la bouche, comme on jette du pain à un chien. Atterré par cette nouvelle infamie de son frère, Wilfred s'isole près d'un vitrail pour prier.
C'est là que Gibbs, le cordonnier athée, vient le trouver : il lui annonce que Norman a été tué. Wilfred le suit et découvre sur la place le cadavre de son frère, la tête écrasée par un lourd marteau. L'inspecteur et le docteur du village examinent le corps et concluent que seul un homme de la force du forgeron Siméon Barnes aurait pu tuer la victime de cette façon. Or, ce dernier arrive justement, au loin, sur la route, accompagné de deux amis. Impossible qu'il soit le coupable. Autre fait étonnant, le marteau dont on s'est servi est relativement petit. La femme du forgeron, par exemple, aurait pu s'en servir pour assommer le colonel, mais elle ne serait pas parvenue à lui fracasser le crâne. Serait-ce alors Joë le fou, assez fort pour accomplir le forfait ? Se serait-il ainsi vengé de l'humiliation reçue plus tôt ?  Improbable, car c'est l'être le plus inoffensif qui soit.  Le problème semble donc insoluble. Mais le père Brown a tout compris. Il demande au révérend Bohun d'avoir l'obligeance de lui faire visiter son église et, dans le cadre grandiose et sacré de l'édifice gothique, il lui livre le fin mot de l'énigme.

## Éditions
- The Bolt from the Blue,The Saturday Evening Post, novembre 1910
- The Hammer of God, The Story-Teller, Londres, décembre 1910 ;
- The Hammer of God, in The Innocence of Father Brown, Cassell & Co., Londres, 1911.

Éditions françaises
- Le Marteau de Dieu (traduction d'Émile Cammaerts), dans L'Abbé Brown, Paris, Perrin, 1914 ;
- Le Marteau de Dieu (traduction d'Émile Cammaerts), dans La Clairvoyance de père Brown, Paris, Perrin, 1919 ;
- Le Marteau de Dieu (traduction d'Émile Cammaerts), dans La Clairvoyance de père Brown, Paris, Julliard, « P.J. bis », 1971 ;
- Le Marteau de Dieu (traduction d'Émile Cammaerts), dans La Clairvoyance de père Brown, Paris, Cercle du Bibliophile, « Les Chefs-d'œuvre du roman policier » no 30, 1974 ;
- Le Marteau de Dieu (traduction d'Émile Cammaerts), dans La Clairvoyance de père Brown, Paris, UGE, « 10/18 » no 1562, 1983 ;
- Le Marteau de Dieu (traduction d'Émile Cammaerts, révisée par Anne Guillaume), dans Les Enquêtes du père Brown, Paris, Omnibus, 2008. Traduction intégrale.